# Erencyrtus ater
Erencyrtus ater är en stekelart som beskrevs av Annecke och Mynhardt 1970. Erencyrtus ater ingår i släktet Erencyrtus och familjen sköldlussteklar. Inga underarter finns listade i Catalogue of Life.